# بروتوكول الربط بين الأنظمة الوسيطية
بروتوكول الربط بين الأنظمة الوسيطية أو بروتوكول آيزيس (بالإنجليزية: Intermediate System to Intermediate System IS-IS)‏ هو بروتوكول توجيه مُصمم لنقل المعلومات بشكل فعال ضمن شبكة حاسوبيّة، أي مجموعة من الحواسب أو العُقد المُتصلة مع بعضها البعض. ينجر البروتوكول عمله من خلال إيحاد أفضل مسار مناح لرزم المعطيات عبر الشبكة.
إن بروتوكول الربط بين الأنظمة الوسيطية مُعرّف بالمعيار (ISO/IEC 10589:2002) ضمن نموذج الاتصال المرجعيّ (OSI)، أعادت مجموعة مُهندسيّ الإنترنت نشر المعيار في وثيقة طلب التعليقات (RFC 1142)، ولكن هذه الوثيقة وُسما لاحقاً بوسم «تاريخيّة» من قبل الوثيقة (RFC 7142) لأنّها أعادت نشر مُسودة عوضاً عن نشر النسخة النهائيّة للمعيار، ما قد يسبب الالتباس.